# Horečka riftového údolí
Horečka riftového údolí (Rift Valley Fever – RVF) je virové onemocnění, příznaky se pohybují od mírných až po velmi závažné. Mírné příznaky se mohou projevovat: horečkou, bolestmi svalů a bolestmi hlavy, které často trvají až týden. Závažné příznaky mohou zahrnovat: ztrátu schopnosti vidění počínající tři týdny po infekci, infekce mozku, které způsobují prudké bolesti hlavy a zmatenost, a krvácení spolu s problémy s játry, které mohou nastat v průběhu prvních pár dní. Úmrtnost u osob trpících krvácením je vysoká a činí až 50 %.

## Příčina
Onemocnění je způsobeno virem RVF, který náleží rodu Phlebovirus. Je přenášen buď kontaktem s infikovanou zvířecí krví, vdechováním vzduchu v blízkosti nakaženého zvířete, které je zrovna poráženo, pitím syrového mléka z infikovaného zvířete, nebo štípnutím infikovaného komára. Zvířata jako krávy, ovce, kozy a velbloudi mohou být napadena.  Mezi těmito zvířaty je virus šířen většinou komáry. Nezdá se pravděpodobné, že by jedna infikovaná osoba nakazila druhou. Diagnóza se stanoví na základě zjištění přítomnosti protilátek proti tomuto viru nebo přítomnosti samotného viru v krvi.

## Prevence a léčba
Prevence nemoci u člověka spočívá v očkování zvířat proti tomuto onemocnění. To musí být provedeno předtím, než vznikne ohnisko nákazy. Jestliže k tomu dojde v průběhu propuknutí nákazy, může to celou situaci zhoršit. Účinným opatřením může být zamezení pohybu zvířat během epidemie. Stejně jako snižování počtu komárů a vyhýbání se jejich štípnutí. Existuje vakcína pro člověka; avšak k roku 2010 nebyla široce dostupná. Jakmile se člověk nakazí, neexistuje žádná specifická léčba.

## Epidemiologie a historie
Ohniska této nemoci se objevila pouze v Africe a Arábii.  K propuknutí nemoci obvykle dojde v období zvýšených dešťových srážek, které mají za následek zvýšený počet komárů. Toto onemocnění bylo poprvé zaznamenáno u hospodářských zvířat v riftovém údolí v Keni počátkem 20. století, a virus byl poprvé izolován v roce 1931.